# Johann Peter Lange

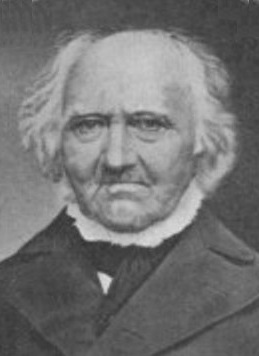
Johann Peter Lange

Johann Peter Lange, född 10 april 1802 i Sonnborn (numera en stadsdel i Wuppertal), död 9 juli 1884, var en tysk reformert teolog; far till Friedrich Albert Lange.
Lange studerade i Bonn, där han i synnerhet påverkades av Karl Immanuel Nitzsch och Friedrich Lücke, kallades 1841 till teologie professor i Zürich samt 1854 i samma egenskap till Bonn. Lange, som till sin teologiska ståndpunkt är att räkna till den så kallade förmedlingsteologin, utgav förutom en mängd vetenskapliga skrifter även prediko- och diktsamlingar. Bland hans arbeten är följande de viktigaste Das Leben Jesu (tre band, 1844-47), Christliche Dogmatik (tre band, 1849-52; ny upplaga 1870) och Das apostolische Zeitalter (två band, 1853-54). Mest känd blev han dock som utgivare (1856-76) av det stora samlingsverket "Teologisch-homiletisches Bibelwerk".